# Дело Ералиева
Дело Ералиева (каз. Ералиев ісі) — дело, возбужденное в ноябре 1928 года в отношении руководящих сотрудников и простых тружеников Адаевского округа. 
Политико-административное мероприятия Советского правительства в 20-х годов вызвали недовольство населения Мангышлака. Решено было возбудить уголовное дело в отношении снятых с должности под разными предлогами, председателя ревкома бывшего Адаевского уезда Тобанияза Альниязова и других лиц, обвинив их в противодействии советской власти. Такая возможность появилась только в связи с бесследным исчезновением с корабля во время командировки 2 ноября 1928 года заместителя председателя окружного исполнительного комитета Шабдена Ералиева. 
По этому делу, возбужденному согласно 2 пункту 58 статьи уголовного кодекса и названному «О контрреволюционной организации баев, купцов, бывших сотрудников царского правительства и советских служащих бывшего Адаевского округа», были арестованы 70 человек 9 октября 1930 года постановлением тройки ОГПУ осуждены 61 человек (9 человек умерли в тюрьме во время следствия). 
Среди привлеченных к ответственности были Т. Альниязов, С. Жубаев, Б. Килыбаев, О. Кубеев, К. Кожыков, местные руководящие сотрудники — Ш. Сенбаев, К. Кулшаров, 11 коммунистов. «Дело Ералиева», однако, не могло остановить недовольство народа на Мангышлаке. 
Это дело переросло в Адаевское восстание, связанное с насильственной коллективизацией и угрозой голода 1931—1932. 8 марта 1958 года военная коллегия Верховного Суда СССР установила безосновательность медицинского заключения о насильственной смерти Ш. Ералисва, тело которого было обнаружено в море спустя год после исчезновения, и доказала, что в действиях осужденных не было состава преступления. Дело в отношении расстрелянных Т. Альниязова, С. Жубаева и др. было прекращено, решениями Верховного суда КазССР от 8.2.1962 и 26.4.1990 они были реабилитированы.